# Magda Wiet-Hénin
Magda Wiet-Hénin, née le 31 août 1995 à Nancy, est une taekwondoïste française.

## Carrière

### Débuts en compétition
Elle participe à sa première compétition en 2001.
En 2005, elle remporte son premier titre de championne de France dans la catégorie des benjamins.
En 2008, elle gagne sa première médaille internationale en se classant deuxième à l'open d'Autriche, dans la catégorie des cadets de moins de 51 kg. En 2009, dans la même catégorie, elle est championne de France et remporte la médaille de bronze des Championnats d'Europe.
En 2011, elle gagne son premier titre international à l'open de Paris dans la catégorie junior de moins de 63 kg, et reste championne de France junior en 2011 et 2012.
En 2012, elle devient championne du monde junior des moins de 59 kg.
En 2013, elle est championne de France espoirs.

### Chez les séniors
En 2014, elle remporte la médaille de bronze dans la catégorie des moins de 62 kg aux Championnats d'Europe de taekwondo 2014.
Elle reste championne de France séniors en 2014, 2016 et 2017 (forfait sur blessure en 2015).
Elle remporte la médaille d'argent dans la catégorie des moins de 62 kg aux Championnats d'Europe de taekwondo 2016.
Elle est médaillée de bronze des moins de 62 kg aux Championnats du monde de taekwondo 2019 à Manchester et médaillée d'argent des moins de 67 kg aux Championnats d'Europe extra de taekwondo 2019 à Bari.
Elle obtient la médaille d'or des moins de 67 kg aux Championnats d'Europe pour catégories olympiques de taekwondo 2020 à Sarajevo et la médaille de bronze aux Championnats d'Europe de taekwondo 2021 à Sofia ainsi que la médaille d'argent aux Championnats du monde féminins de taekwondo 2021 à Riyad.
Elle remporte la médaille d'argent dans la catégorie des moins de 67 kg aux Championnats d'Europe 2022 à Manchester.
Aux Jeux méditerranéens de 2022 à Oran, elle remporte la médaille de bronze dans la catégorie des moins de 67 kg.
Elle remporte la médaille d'or dans la catégorie des moins de 67 kg aux Championnats du monde 2023 à Bakou.
Elle est médaillée de bronze dans la catégorie des moins de 67 kg aux Jeux européens de 2023 à Krynica-Zdrój et médaillée d'argent dans cette catégorie aux Championnats d'Europe de taekwondo 2024 à Belgrade.
Favorite des Jeux olympiques d'été de 2024 à Paris, en moins de 67 kg, elle échoue dès son premier combat en huitième de finale.

## Vie privée
Elle est la fille de Valérie Hénin, championne du monde de kick-boxing, full-contact et boxe anglaise, et championne de France de taekwondo. Son père est Orlando Wiet (en), combattant de boxe thaïlandaise (ancien champion du monde), boxe anglaise et MMA.
Elle est diplômée de l'Emlyon Business School et a intégré le groupe Crédit Mutuel Alliance fédérale à la direction commerciale d’île de France au service des OBNL comme chargée de projet.

## Palmarès
| - 2023 à Bakou - Médaille d'or en moins de 67 kg. - 2021 à Riyad - Médaille d'argent en moins de 67 kg. - 2019 à Manchester - Médaille de bronze en moins de 62 kg. - 2014 à Bakou - Médaille de bronze en 62 kg. - 2016 à Montreux - Médaille d'argent en 62 kg. - 2019 à Bari - Médaille d'argent en 67 kg. - 2021 à Sofia - Médaille de bronze en 67 kg. - 2022 à Manchester - Médaille d'argent en 67 kg. - 2024 à Belgrade - Médaille d'argent en 67 kg. - 2020 à Sarajevo - Médaille d'or en 67 kg. - 2023 à Krynica-Zdrój - Médaille de bronze en 67 kg. - 2018 à Rome - Médaille d'argent en 67 kg. - 2019 à Rome - Médaille de bronze en 67 kg. - 2019 à Chiba - Médaille d'or en 67 kg. - 2022 à Oran - Médaille de bronze en 67 kg. | - 2012 à Charm el-Cheikh - Médaille d'or en 59 kg (juniors). - 2011 à Paphos - Médaille d'argent en 59 kg (juniors). - 2012 à Athènes - Médaille d'argent en 62 kg (espoirs). |